# Los Baños
Los Baños – miasto na Filipinach w regionie CALABARZON, na wyspie Luzon.
W 2010 roku liczyło 101 884 mieszkańców.